# کسک (گناباد)
کسک روستایی در دهستان کاخک بخش کاخک شهرستان گناباد استان خراسان رضوی ایران است. بر پایه سرشماری عمومی نفوس و مسکن در سال ۱۳۹۰ جمعیت این روستا کمتر از ۳ خانوار بوده است.